# 涅韋德羅湖
56°09′14″N 29°14′10″E / 56.15389°N 29.23611°E
涅韋德羅湖（俄语：Неведро），是俄羅斯的湖泊，位於該國西北部，由普斯科夫州負責管轄，處於普斯托什卡區，面積8平方公里，集水區面積113.9平方公里，平均水深3.6米，最大水深8.5米。